# 커피 소스

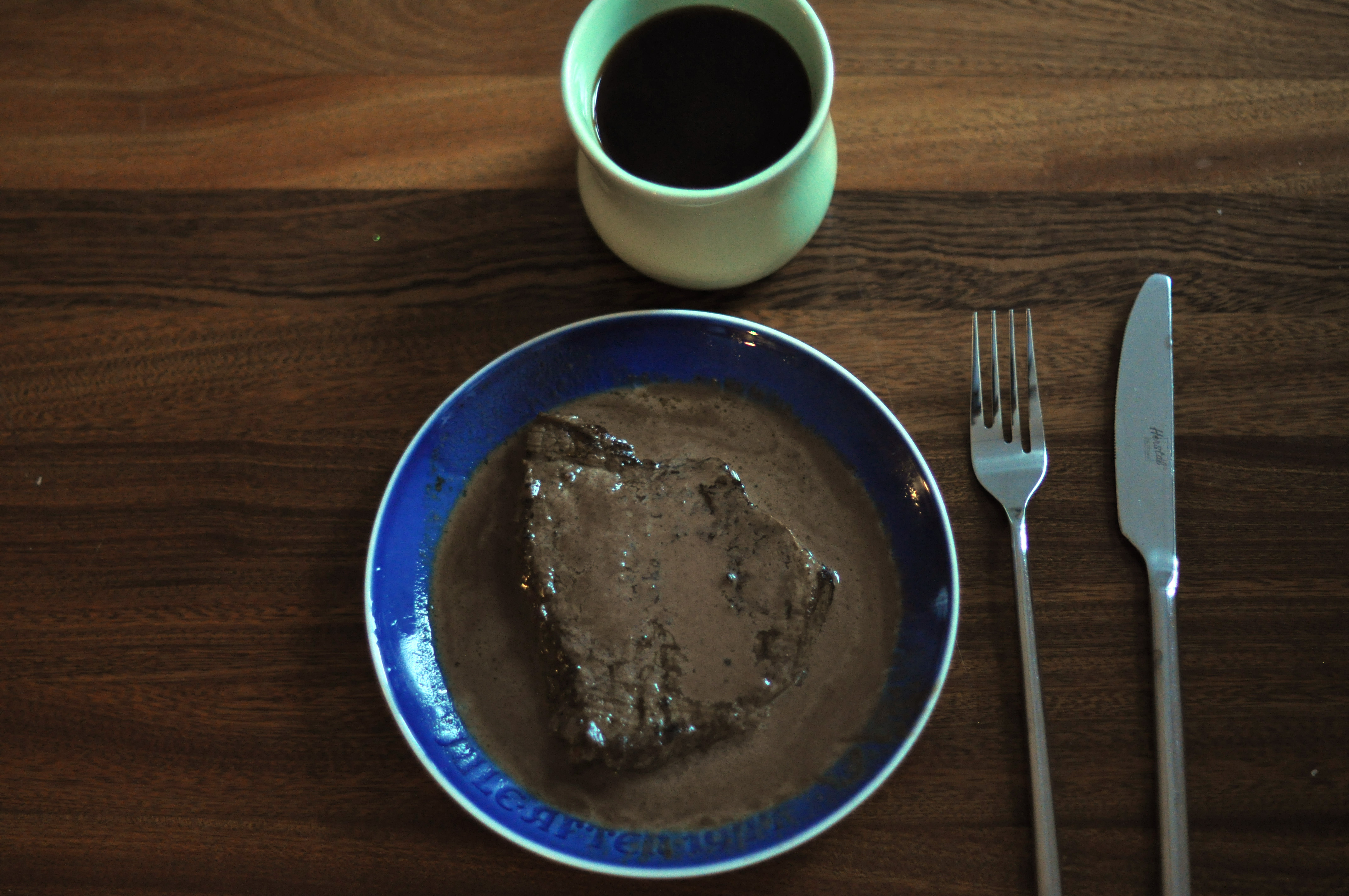
커피 소스와 스테이크

커피 소스(Coffee sauce)는 조제 과정에서 커피를 섞은 소스 조미료이다. 커피 소스는 1904년에 미국 요리로 사용되었다. 커피 소스는 달콤하거나 식욕을 돋우는 조미료이다.
커피 소스는 설탕이나 단순 시럽, 메이플 시럽, 골든 시럽과 같은 감미료를 재료로 사용한다. 무당연유는 달콤한 커피 소스로 사용되는 경우도 있다. 풍미를 느낀 후에는 위스키를 마실 때도 있다. 또한, 달걀과 크림을 넣어서 먹기도 한다.

## 사용
커피 소스는 케이크, 마롱, 플랜, 아이스크림, 팬케이크, 푸딩, 토르테, 수플레, 스위트 포테이토, 와플등에 사용된다.
연어 요리와 스테이크에는 향신료인 세이보리와 함께 사용된다.

## 커피 소스 제조자
소비자에게 생산된 커피 소스는 Perky Savory Coffee Sauce의 상표인 Ahh! Gourmet가 생산하고 있는 것이었다.

## 같이 보기
- 커피 시럽 – 물, 설탕, 커피 가루로 만들어진 오트 크라프트 커피가 1930년대에 생산을 시작했다.[15] 커피 우유 등의 음식과 제품의 제조에 사용되었다.